# Cronologia della storia moderna
Cronologia essenziale dell'Età moderna (XV-XVIII secolo).

## Cronologia

### XV secolo
- prima metà Quattrocento - nascita Umanesimo
- 1440 - Lorenzo Valla dimostra la falsità della donazione di Costantino
- 1453 - Costantinopoli (l'odierna Istanbul) cade in mano ai turchi ottomani. Fine dell'impero bizantino.
- 1454 - Pace di Lodi. L'Italia gode di un periodo di pace.
- 1455 - Johannes Gutenberg completa la stampa, utilizzando i caratteri mobili, di una copia della Bibbia. Inizio della guerra delle due rose.
- 1462 - Nasce il primo Monte di Pietà, istituito dall'Ordine francescano a Perugia.
- dal 1470 al 1473 - la stampa si diffonde.
- 1483 - nasce Martin Lutero.
- 1485 - Sale al trono Enrico VII d'Inghilterra mettendo fine alla guerra delle due rose. Nasce Hernán Cortés.
- 1492 - Cristoforo Colombo scopre l'America. Muore Lorenzo de' Medici detto il Magnifico. Finisce il periodo di pace cominciato con la pace di Lodi. Gli arabi vengono cacciati da Granada e dall'Europa. Muore Papa Innocenzo VIII
- 1494 - Carlo VIII scende in Italia. Ludovico il Moro conquista Milano. Il frate Girolamo Savonarola solleva i fiorentini contro la signoria medicea e prende la città di Firenze. Spagna e Portogallo con il Trattato di Tordesillas si spartiscono il nuovo mondo.
- 1495 - Scontro tra la Francia e una lega di stati regionali a Fornovo.
- 1497 - Girolamo Savonarola, dopo critiche allo Stato Pontificio, viene arso sul rogo dai fiorentini che temono di perdere i vantaggiosi commerci con il Papa.
- 1498 - Carlo VIII muore. Sale al trono Luigi XII.
- 1499 - Ludovico il Moro scappa da Milano e lascia il Ducato ai francesi. Cesare Borgia comincia a crearsi un dominio personale in Romagna

### XVI secolo
- 1500 - Nasce Carlo d'Asburgo (futuro Carlo V). Luigi XII di Francia e Ferdinando II d'Aragona conquistano il Regno di Napoli di Federico d'Aragona. Pedro Álvares Cabral sbarca in Brasile.
- 1503 - Muore papa Alessandro VI. La fortuna di Cesare Borgia comincia a declinare. Diventa papa Giulio II.
- 1504 - fine del disaccordo fra francesi e spagnoli per il controllo di Napoli. Firma armistizio a Lione.
- 1507 - Muore Cesare Borgia.
- 1508 - Nascita Lega di Cambrai, fra Papato, Francia e Spagna contro Venezia.
- 1509 - Sconfitta dei veneziani. Battaglia di Agnadello. Incoronazione Enrico VIII
- 1510 - Papa Giulio II promuove la Lega Santa per contrastare i francesi, composta da Venezia, Spagna, Svizzera ed Inghilterra.
- 1512 - Milano viene restituita a Massimiliano Sforza.
- 1513 - Niccolò Machiavelli scrive "Il Principe".
- 1515 - Alberto di Hohenzollern compra il ruolo di Arcivescovo di Magonza dal Papa per 10.000 monete d'oro. Francesco I, re di Francia, invade la Lombardia.
- 1516 - Erasmo da Rotterdam pubblica il Nuovo Testamento in greco. Carlo V d'Asburgo eredita dalla madre (Giovanna di Aragona e Castiglia) il regno di Napoli, di Spagna e le colonie americane, diventando re di Spagna con il titolo di Carlo I. Il trattato di Noyon conferma il dominio spagnolo su Napoli ed il dominio francese su Milano.
- 1517 - Martin Lutero appende sulla Cattedrale di Wittenberg le sue 95 tesi.
- 1519 - Alla morte di Massimiliano I, suo nipote Carlo V viene eletto imperatore, ereditando così i domini asburgici.
- 1521 - Papa Leone X scomunica Martin Lutero, il quale brucia la bolla di scomunica. Dieta di Worms: Lutero viene bandito come fuorilegge; il principe Federico il Saggio ne inscena un rapimento, per portarlo nel suo castello e farlo rimanere in Germania. Inizio guerra fra Carlo V e Francesco I.
- 1522 - Lutero pubblica il Nuovo Testamento in tedesco.
- 1524 - Carlo V d'Asburgo conquista Milano ed accerchia la Francia.
- 1525 - Francesco I è fatto prigioniero da Carlo V.
- 1524 e 1525 - rivolta dei contadini che cerca di far diffondere le idee di Martin Lutero, ma lo stesso Lutero suggerisce ai principi tedeschi di sterminare i contadini. La rivolta dei contadini viene repressa.
- 1526 - Francesco I viene liberato in cambio della rinuncia di pretese su Milano. Nascita della Lega di Cognac, alleanza di Francia, Venezia, Firenze e Papato contro l'Imperatore.
- 1527 - Enrico VIII chiede il divorzio con Caterina d'Aragona a Papa Clemente VII per sposare la sua dama di corte, Anna Bolena. Indignato dalla scelta del Papa di far parte della lega di Cognac, Carlo V d'Asburgo invade Roma.
- 1529 - dieta a Spira. I principi tedeschi si rifiutano di non seguire le idee di Martin Lutero. Assedio di Vienna da parte dei turchi ottomani. Pace di Cambrai fra Francia e Asburgo.
- 1530 - atto di sottomissione degli stati italiani a Carlo V d'Asburgo, che viene incoronato a Bologna da Papa Clemente VII.
- 1531 - nasce la prima Borsa valori ad Anversa.
- 1533 - Enrico VIII costringe i vescovi inglesi ad annullare il suo matrimonio e sposa Anna Bolena.
- 1534 - Enrico VIII, con l'"atto di supremazia" si proclama capo della nuova Chiesa inglese, la Chiesa anglicana. Lutero dà alle stampe la versione in tedesco della Bibbia.
- 1535 - Tommaso Moro viene accusato di tradimento da un tribunale inglese per non aver aderito alla riforma anglicana.
- 1536- dopo molte fughe da diversi stati, Giovanni Calvino si stabilisce a Ginevra e dà vita al Calvinismo.
- 1540 - Ignazio di Loyola forma la Compagnia di Gesù (o gesuiti).
- 1542 - Papa Paolo III riorganizza il tribunale dell'inquisizione.
- 1543 - Niccolò Copernico elabora la teoria eliocentrica, cioè la teoria che dice che la Terra gira intorno al sole, mettendosi in contrasto con la Chiesa. Francesco I stipula un'alleanza con i turchi ottomani per fermare Carlo V.
- 1545 - Inizio del Concilio di Trento.
- 1547 - A Francesco I succede il figlio Enrico II.
- 1530/1555 - guerra civile fra principi tedeschi luterani e cattolici.
- 1553 - Maria Tudor (detta la sanguinaria) sale al trono inglese.
- 1554 - Maria Tudor sposa il principe ereditario spagnolo Filippo (il futuro Filippo II).
- 1555 - pace di Augusta: i principi tedeschi possono scegliere la propria religione, ed i sudditi devono seguire la religione del proprio principe. Fine unità religiosa europea e fine del sogno di Carlo V di formare un impero cristiano simile a quello di Carlo Magno.
- 1556 - abdicazione e divisione dell'impero di Carlo V.
- 1557 - l'esercito di Filippo II sconfigge la Francia a San Quintino. Cosimo I prende Siena.
- 1558 - a Yuste muore Carlo V. Muore Maria la sanguinaria e sale al trono Elisabetta I. Inizio dell'età elisabettiana.
- 1559 - Papa Paolo IV istituisce l'indice dei libri proibiti. Pace di Cateau-Cambrésis fra Asburgo e Francia. Filippo II nomina Margherita d'Austria governatore dei Paesi Bassi.
- 1560 - Carlo IX diviene re di Francia.
- 1561 - Filippo II (successore di Carlo V) trasferisce la capitale spagnola da Valladolid a Madrid.
- 1562 - Il duca di Guisa, leader dei cattolici francesi, fa massacrare a Vassy centinaia di ugonotti. La capitale della Savoia viene spostata da Chambery a Torino.
- 1563 - fine del Concilio di Trento.
- 1570 - Venezia perde Cipro.Cosimo I diventa granduca toscano.
- 1571 - battaglia di Lepanto. Fine dell'espansione turca.
- 1572 - Enrico di Borbone e Margherita di Valois si sposano. Strage di ugonotti nella notte di san Bartolomeo.
- 1574 - Sale al trono di Francia Enrico III, il fratello di Carlo IX.
- 1578 - Filippo II nomina Alessandro Farnese governatore dei Paesi Bassi spagnoli.
- 1579 - le province settentrionali dei Paesi Bassi spagnoli si staccano dalle meridionali. L'Olanda si dichiara indipendente dalla Spagna.
- 1580 - dopo la morte del re portoghese Enrico I, Filippo II riesce a farsi annettere il Portogallo.
- 1584 - Muore lo zar Ivan il terribile e per la Russia comincia un periodo di disordine.
- 1587 - Elisabetta I fa decapitare la cugina Maria Stuart. Fondazione del Banco di Rialto a Venezia.
- 1588 - Filippo II manda la sua flotta, l'Invincibile Armata, contro Elisabetta per punirla per l'esecuzione della cugina Maria Stuart. L'Invincibile Armata viene sconfitta e inizia il predominio inglese sui mari.
- 1589 - Enrico III viene ucciso da un frate domenicano.
- 1593 - Enrico di Borbone si converte al cattolicesimo e diventa re di Francia con il nome di Enrico IV.
- 1598 - Enrico IV emana l'Editto di Nantes, che dà libertà di culto agli ugonotti. Fine delle guerre di religione in Francia

### XVII secolo
- 1600 - viene fondata la Compagnia Inglese per le indie orientali.
- 1602 - viene fondata la Compagnia Olandese per le indie orientali.
- 1603 - il figlio di Maria Stuart, Giacomo, sale al trono d'Inghilterra.
- 1609 - nasce la Banca di Amsterdam.
- 1610 - Sale al trono di Francia Luigi XIII.
- 1613 - Michele di Russia diventa zar e dà inizio alla dinastia dei Romanov.
- 1616 - Primo processo contro Galileo da parte dell'inquisizione.
- 1618 - Defenestrazione di Praga: inizio della guerra dei trent'anni.
- 1620 - I primi Padri Pellegrini arrivano, sulla nave Mayflower, in America.
- 1624 - Luigi XIII nomina primo ministro Armand-Jean Richelieu.
- 1625 - Lo scettro inglese passa al figlio di Giacomo I, Carlo I.
- 1628 - Richelieu assalta La Rochelle, la fortezza dei calvinisti francesi.
- 1629 - Carlo I scioglie il parlamento inglese
- 1630 e 1656 - in Italia la peste uccide più di due milioni di persone.
- 1633 - Secondo processo contro Galileo.
- 1635 - Per contrastare l'espansione imperiale asburgica la Francia dichiara guerra all'Impero
- 1642 - fuga ad Oxford del re Carlo I. Inizio della guerra civile inglese. Morte di Richelieu.
- 1643 - Muore Luigi XIII. Sale al trono Luigi XIV di Francia (anche se fino al 1661 la reggenza sarà affidata al cardinale Giulio Mazzarino).
- 1647 - Scoppia la rivolta antispagnola di Masaniello dopo l'introduzione sulla tassa del pane, che però fallisce dopo pochi mesi.
- 1648 - Inizio delle lotte della Fronda. Fine della guerra civile inglese: Carlo I viene sconfitto e deposto. Pace di Vestfalia: fine della guerra dei trent'anni. Svizzera, Paesi Bassi e Portogallo diventano indipendenti.
- 1649 - Carlo I viene decapitato.
- 1651 - Oliver Cromwell, ex comandante degli aristocratici inglesi, dopo due anni passati a reprimere ribellioni cattoliche in Scozia torna a Londra. Nascita dell'atto di navigazione, che vieta a navi di altri stati di commerciare con gli inglesi.
- 1652 - 1654 - Guerra fra Inghilterra e Francia per l'accettazione dell'atto di navigazione, nata dalla rivalità commerciale fra Inghilterra e Olanda
- 1653 - Cromwell diviene Lord protettore (cioè capo dello stato e del governo del Regno Unito) e scioglie il parlamento, creandone un altro a lui fedele. Comincia in Inghilterra la dittatura di Cromwell. Fine delle lotte per la Fronda.
- 1657 - seconda guerra commerciale fra Inghilterra e Olanda, in cui gli inglesi mostrano la loro superiorità.
- 1658 - Oliver Cromwell muore, e viene restaurata la monarchia con il figlio di Carlo I, Carlo II.
- 1661 - Muore Mazzarino e Luigi XIV comincia il suo regno.
- 1669 - Venezia perde Creta. Newton scopre la legge di gravitazione universale.
- 1682 - Luigi XIV e la sua corte si trasferiscono a Versailles.
- 1685 - Giacomo II prende il posto di Carlo II sul trono inglese. Luigi XIV emana l'editto di Fontainebleau, con cui obbliga gli ugonotti a diventare cattolici e cerca di distruggere i giansenisti.
- 1686 - Leopoldo I promuove la Lega di Augusta, a cui aderiscono Spagna, Inghilterra, Savoia, Paesi Bassi e principati tedeschi.
- 1688 - Gloriosa Rivoluzione: Giacomo II viene deposto spontaneamente. Luigi XIV conquista Strasburgo, territori savoiardi e territori dei principati tedeschi. Inizia la guerra fra la Francia e la lega d'Augusta.
- 1689 - Pietro I il Grande diventa zar di Russia. Il governatore delle Province Unite Guglielmo III d'Orange diviene re inglese.
- 1694 - nasce la Banca di Inghilterra . Nasce Voltaire.
- 1697 - Pace di Rijswijck: Luigi XIV conserva dei suoi territori conquistati solo Strasburgo. Pietro il grande comincia il suo viaggio in Europa.
- 1698 - Pietro I finisce il suo viaggio in Europa e comincia la modernizzazione russa.

### XVIII secolo
- 1700 - Muore Carlo il II ultimo Asburgo spagnolo. Viene designato suo successore Filippo di Borbone, ma alcuni stati si oppongono. Inizio della guerra di successione spagnola. Pietro il Grande comincia una guerra contro la Svezia.
- 1701 - Giacomo II, ex re del Regno Unito, muore in Francia. Filippo di Borbone diventa re di Spagna con il nome di Filippo V. L'imperatore Leopoldo I dà l'indipendenza alla Prussia.
- 1703 - Pietro I fonda San Pietroburgo.
- 1709 - Abraham Darby sintetizza il coke.
- 1710 - Luigi XIV ordina la distruzione del monastero di Port-Royal des Champs.
- 1711 - Carlo d'Asburgo viene eletto imperatore.
- 1713 - Pace di Utrecht fra la Francia da una parte e Inghilterra, Portogallo, Prussia, Paesi Bassi e Savoia dall'altra. Carlo VI d'Asburgo promulga la Prammatica Sanzione
- 1714 - Pace di Rastatt: anche l'Austria depone le armi. Fine della guerra di successione spagnola. Filippo V diventa re di Spagna in cambio della cessione dei Paesi Bassi, del sud Italia, dello stato dei presidi, di Milano e della Sardegna all'Austria. Vittorio Amedeo II, duca di Savoia, ottiene la Sicilia.
- 1715 - Inizia il regno di Luigi XV.
- 1717 - Carlo VI aggiunge la clausola della prammatica sanzione che stabilisce la successione femminile
- 1720 - Vittorio Amedeo II cede la Sicilia all'Austria in cambio della Sardegna e dà vita al regno di Sardegna.
- 1721 - finisce la guerra fra Pietro I e la Svezia. La Russia si espande in Estonia e Livonia.
- 1725 - Pietro il grande muore. Nasce a Venezia Giacomo Casanova
- 1733 - Morte del re di Polonia Augusto II. Inizio della guerra di successione polacca.
- 1738 - Il figlio di Augusto II, Augusto, diventa re polacco. Fine della guerra di successione polacca
- 1748 - Maria Teresa d'Asburgo diventa imperatrice d'Austria.
- 1749 - Nasce Edward Jenner, che scoprirà il vaccino contro il vaiolo nel 1796.
- 1750 - Inizio rivoluzione industriale.
- 1750 - Denis Diderot e Jean Baptiste Le Rond d'Alembert pubblicano il prospetto dell'enciclopedia. Dal 1751 al 1757 pubblicheranno i volumi seguenti.
- 1756 - Inizio guerra dei sette anni.
- 1761 - I francesi si ritirano dalla guerra dei sette anni
- 1762 - la Russia si ritira dalla guerra dei sette anni. Pubblicazione de "Il contratto sociale", di Rousseau
- 1763 - Pace di Parigi. Fine guerra dei sette anni. Voltaire scrive il "Trattato sulla tolleranza".
- 1764 - Caterina la Grande confisca le proprietà ecclesiastiche dello stato russo. Giorgio III promulga la tassa sul tè agli americani delle tredici colonie.
- 1765 - Giorgio III impone lo Stamp Act
- 1767 - nasce il filatoio idraulico.
- 1769 - nasce Napoleone Bonaparte
- 1773 - Papa Clemente XIV espelle i gesuiti dall'Europa. Battaglia del tè.
- 1774 - Congresso di Philadelphia. Luigi XVI diventa re di Francia.
- 1775 - Watt inventa la macchina a vapore. Inizio della guerra fra USA, Spagna e Francia contro l'Inghilterra per l'indipendenza degli USA.
- 1776 - Dichiarazione d'indipendenza delle colonie americane e nascita degli Stati Uniti d'America.
- 1779 - in Inghilterra nasce la prima fabbrica.
- 1781 - Battaglia di Yorktown. Gli americani vincono.
- 1783 - Trattato di Versailles. Gli USA ottengono l'indipendenza, gli spagnoli riprendono la Florida e la Francia prende il Senegal.
- 1785 - Nasce il primo telaio meccanico.
- 1786 - Il granduca di Toscana Leopoldo II d'Asburgo-Lorena abolisce la pena di morte.
- 1787 - Gli USA decidono di diventare una repubblica federale alla convenzione di Philadelphia.
- 1789 - Rivoluzione francese.
- 1798 - muore Giacomo Casanova.